# Donacia versicolorea
Donacia versicolorea es una especie de insecto coleóptero de la familia Chrysomelidae.
Fue descrita científicamente en 1790 por Brahms.